# Wyszogóra
Wyszogóra [vɨʂɔˈɡura] là một khu định cư ở khu hành chính của Gmina Płoty, thuộc Hạt Gryfice, West Pomeranian Voivodeship, ở phía tây bắc Ba Lan. Nó nằm khoảng 8 kilômét (5 mi) phía nam Płoty, 19 km (12 mi) phía nam Gryfice và 57 km (35 mi) về phía đông bắc của thủ đô khu vực Szczecin.
Ngôi làng được biết đến trong tiếng Đức là Piepenburg. 